# マット・ダーモディ
マシュー・フィリップ・ダーモディ（Matthew Phillip Dermody, 1990年7月4日 - ）は、アメリカ合衆国アイオワ州ノーウォーク出身のプロ野球選手（投手）。左投右打。現在は、フリーエージェント（FA）。

## 経歴

### プロ入り前
2009年のMLBドラフト26巡目（全体776位）でピッツバーグ・パイレーツから指名されたが、この時は入団せずにアイオワ大学へ進学した。
2011年のMLBドラフト29巡目（全体888位）ではコロラド・ロッキーズから指名されたが、この時も入団せず。
2012年のMLBドラフト23巡目（全体723位）ではアリゾナ・ダイヤモンドバックスから指名されたが、この時も入団せず。

### プロ入りとブルージェイズ時代
2013年のMLBドラフト28巡目（全体835位）でトロント・ブルージェイズから指名され、プロ入り。契約後、傘下のルーキー級ガルフ・コーストリーグ・ブルージェイズでプロデビュー。A-級バンクーバー・カナディアンズでもプレーし、2球団合計で16試合（先発3試合）に登板して5勝1敗、防御率1.66、51奪三振を記録した。
2014年はA級ランシング・ラグナッツでプレーし、27試合（先発12試合）に登板して4勝6敗、防御率4.69、65奪三振を記録した。
2015年はA+級ダニーデン・ブルージェイズでプレーし、35試合（先発1試合）に登板して4勝1敗1セーブ、防御率4.21、62奪三振を記録した。
2016年、マイナーではA+級ダニーデン、AA級ニューハンプシャー・フィッシャーキャッツ、AAA級バッファロー・バイソンズでプレーし、3球団合計で47試合に登板して3勝1敗3セーブ、防御率1.82、47奪三振を記録した。9月1日にメジャー契約を結んでアクティブ・ロースター入りした。3日のタンパベイ・レイズ戦でメジャーデビュー。この年メジャーでは5試合に登板して防御率12.00、5奪三振を記録した。オフにはアリゾナ・フォールリーグに参加し、メサ・ソーラーソックスに所属した。
2017年は23試合に登板して2勝0敗、防御率4.43、15奪三振を記録した。
2018年3月22日にサム・ガビグリオの加入に伴ってDFAとなり、24日にマイナー契約でAAA級バッファローへ配属された。この年はAAA級バッファローで5試合の登板にとどまり、5月にはトミー・ジョン手術を受けている。
2019年もAAA級バッファローでプレーし、15試合に登板して2勝1敗、防御率5.48、23奪三振を記録した。オフの11月4日にFAとなった。

### 独立リーグ時代
2020年3月9日に独立リーグであるアトランティックリーグのシュガーランド・スキーターズと契約した。4先発を含む5試合に登板して3勝0敗、防御率0.52と好成績を残した。

### カブス時代
2020年8月1日にシカゴ・カブスとマイナー契約を結んだ。9月6日にメジャー契約を結んでアクティブ・ロースター入りした。翌日の9月7日にビリー・ハミルトンの加入に伴ってDFAとなり、9日にマイナー契約となった。9月28日にFAとなった。

### 埼玉西武ライオンズ時代
2021年1月21日に埼玉西武ライオンズへの入団が発表された。背番号は98。COVID-19流行の影響による入国制限で来日が4月2日となり、4月16日に隔離期間が明け、二軍で調整登板し、5月3日に出場選手登録され、同日の対オリックス・バファローズ戦（メットライフドーム）で先発登板し、5回無失点の内容で、勝敗はつかなかった。その後は火曜日のローテーションを回っていたが、先発予定だった同25日の広島戦が中止。登板が飛ばされると見込まれていたが、同27日の広島戦直前に発熱を訴えた源田壮亮と接触した可能性があったため先発を回避したザック・ニールに代わって急遽先発登板。5回1失点の好投で勝利投手の権利を持って降板するも、その後リリーフ陣が同点に追いつかれて来日初勝利とはならなかった。5月は4先発で未勝利ながら防御率3.43と試合を作ったが、6月は2先発で防御率10.57と打ち込まれ登録抹消となり、左の中継ぎが手薄なチーム事情もあって二軍でリリーフ調整となった。その後イースタン・リーグでは10試合中4試合で失点、防御率6.75と奮わなかったがエキシビションマッチでは一軍に帯同。西口文也投手コーチから中継ぎ起用一本化が明言された。後半戦の開幕を中継ぎとして一軍で迎えたが5試合の登板で被打率.400・WHIP2.14と不安定な投球が続き、8月28日に登録抹消となった。最終的に0勝2敗、防御率5.13に終わった。オフの12月2日に自由契約公示された。

### カブス復帰
2022年2月8日に古巣カブスとマイナー契約を結び、2月9日に傘下AAA級アイオワ・カブスへ配属された。8月4日に2020年以来のメジャーリーグ昇格を果たすも1試合のみの登板でマイナーリーグへ降格した。8月9日にFAとなった。

### NCダイノス時代
2022年8月11日にKBOリーグのNCダイノスと契約した。同年限りで自由契約となった。

### レッドソックス時代
2023年1月31日にボストン・レッドソックスとマイナー契約を結び、同日中にAAA級のウースター・レッドソックスへ配属された。6月8日にメジャー契約を結び、アクティブ・ロースター入りした。同日のクリーブランド・ガーディアンズ戦に先発登板したが、4回3失点で敗戦投手となった。6月9日にDFAとなった。6月11日にAAA級ウースターへ降格し、16日に自由契約となった。

## 投球スタイル
スライダーと速球（フォーシーム、ツーシーム）を中心に組み立てる。

## 人物
2021年のライオンズ所属時に自身のツイッターにおいてLGBTに対して「ゲイは地獄に落ちる」という趣旨の差別的なツイートをしたが、適切ではない表現であったとし反省してツイートを削除した。多くの人を傷つけたとして、本人はこのツイートをしたことを後悔していた。2023年にレッドソックスとマイナー契約をした際には当初レッドソックスはこの事を知らず、3月に反差別とハラスメント防止のトレーニングを受けた。6月にはメジャーに昇格したものの、世間の風当たりは強く当該ツイートを行ったことが尾を引き、プライドウィークエンドを前にして1日でDFAとなった。

## 詳細情報

### 年度別投手成績
| 年 度    | 球 団    | 登 板 | 先 発 | 完 投 | 完 封 | 無 四 球 | 勝 利 | 敗 戦 | セ 丨 ブ | ホ 丨 ル ド | 勝 率 | 打 者 | 投 球 回 | 被 安 打 | 被 本 塁 打 | 与 四 球 | 敬 遠 | 与 死 球 | 奪 三 振 | 暴 投 | ボ 丨 ク | 失 点 | 自 責 点 | 防 御 率 | W H I P |
| -------- | -------- | ----- | ----- | ----- | ----- | -------- | ----- | ----- | -------- | ----------- | ----- | ----- | -------- | -------- | ----------- | -------- | ----- | -------- | -------- | ----- | -------- | ----- | -------- | -------- | ------- |
| 2016     | TOR      | 5     | 0     | 0     | 0     | 0        | 0     | 0     | 0        | 0           | ----  | 16    | 3.0      | 6        | 1           | 0        | 0     | 1        | 5        | 1     | 0        | 4     | 4        | 12.00    | 2.00    |
| 2017     | TOR      | 23    | 0     | 0     | 0     | 0        | 2     | 0     | 0        | 1           | 1.000 | 95    | 22.1     | 23       | 6           | 5        | 1     | 2        | 15       | 1     | 0        | 13    | 11       | 4.43     | 1.25    |
| 2020     | CHC      | 1     | 0     | 0     | 0     | 0        | 0     | 0     | 0        | 0           | ----  | 3     | 1.0      | 0        | 0           | 0        | 0     | 0        | 1        | 0     | 0        | 0     | 0        | 0.00     | 0.00    |
| 2021     | 西武     | 11    | 6     | 0     | 0     | 0        | 0     | 2     | 0        | 0           | .000  | 151   | 33.1     | 46       | 2           | 13       | 0     | 0        | 22       | 0     | 0        | 22    | 19       | 5.13     | 1.77    |
| MLB：3年 | MLB：3年 | 29    | 0     | 0     | 0     | 0        | 2     | 0     | 0        | 1           | 1.000 | 114   | 26.1     | 29       | 7           | 5        | 1     | 3        | 21       | 2     | 0        | 17    | 15       | 5.13     | 1.29    |
| NPB：1年 | NPB：1年 | 11    | 6     | 0     | 0     | 0        | 0     | 2     | 0        | 0           | .000  | 151   | 33.1     | 46       | 2           | 13       | 0     | 0        | 22       | 0     | 0        | 22    | 19       | 5.13     | 1.77    |

- 2021年度シーズン終了時

### 記録

#### NPB
初記録
投手記録
- 初登板：2021年5月3日、対オリックス・バファローズ7回戦（メットライフドーム）、5回無失点で勝敗つかず
- 初奪三振：同上、2回表に頓宮裕真から空振り三振

打撃記録
- 初打席：2021年5月27日、対広島東洋カープ1回戦（MAZDA Zoom-Zoomスタジアム広島）、2回表に床田寛樹から二ゴロ

### 背番号
- 50（2016年 - 2017年、2022年8月12日 - 同年終了）
- 45（2020年）
- 98（2021年）
- 64（2022年8月4日）
- 62（2023年6月8日）

### 登場曲
- 「Levels」アヴィーチー（2021年）